# Dipartimento di Veinticinco de Mayo (San Juan)
Veinticinco de Mayo è un dipartimento argentino, situato nella parte meridionale della provincia di San Juan, con capoluogo Santa Rosa.
Esso confina a nord con il dipartimento di Caucete, a est con quelli di Rawson, Sarmiento e Nueve de Julio; a sud con la provincia di Mendoza e a ovest con la provincia di San Luis.
Secondo il censimento del 2001, su un territorio di 4.519 km², la popolazione ammontava a 15.193 abitanti.
Dal punto di vista amministrativo, il dipartimento consta di un unico municipio, che copre tutto il territorio dipartimentale, suddiviso in diverse localidades:
- El Encón
- La Chimbera
- Tupelí
- Villa Borjas
- Villa El Tango
- Santa Rosa, sede municipale